# José de Figueroa y Alonso-Martínez
José María de Figueroa y Alonso-Martínez (Madrid (Spanje), 24 december 1897 - Tafersite (Spaans-Marokko), 20 oktober 1920) was een Spaans polospeler. Hij nam deel aan de Olympische Zomerspelen van 1920 in Antwerpen en behaalde daarbij de zilveren medaille. Hij kwam enkele maanden later om het leven in de Rifoorlog. Hij was een zoon van de Spaanse eerste minister Álvaro Figueroa Torres.

## Biografie
José de Figueroa y Alonso-Martínez nam in 1920 deel aan de Olympische Zomerspelen in Antwerpen, waar hij deel uitmaakte van het Spaanse nationale poloteam, samen met zijn broer Álvaro de Figueroa y Alonso-Martínez en met Jacobo Fitz-James Stuart y Falcó, Hernando Fitz-James Stuart y Falcó en Leopoldo Sainz de la Maza. Samen met hen behaalde hij hierbij de zilveren medaille. Hijzelf was evenwel de reservespeler en kwam niet effectief in actie.
In oktober 1920 verloor hij in Spaans-Marokko het leven in de Rifoorlog, enkele weken na zijn olympische deelname.

## Belangrijkste resultaten

### Olympische Zomerspelen
| Jaar | Plaats    | Discipline | Resultaat |
| ---- | --------- | ---------- | --------- |
| 1920 | Antwerpen | polo       | Zilver    |